# خورشید نمی‌درخشد
خورشید نمی‌درخشد (انگلیسی: Sun Don't Shine) یک فیلم به کارگردانی ایمی سایمتز است که در سال ۲۰۱۲ منتشر شد.